# Saison 4 de La Voix
La Saison 4 de La Voix est diffusée du 17 janvier 2016 au 10 avril 2016 sur TVA et est animée par Charles Lafortune. Les coachs de cette saison sont Marc Dupré (présent depuis la saison 1), Ariane Moffatt (présente lors de la saison 1, de retour après 2 ans d'absence), Éric Lapointe (présent depuis la saison 2) et Pierre Lapointe (présent depuis la saison 3).

## Équipes
Légende
| Coachs                  | Top 48 Artistes               | Top 48 Artistes         | Top 48 Artistes             | Top 48 Artistes           | Top 48 Artistes            | Top 48 Artistes          | Top 48 Artistes         |
| Ariane Moffatt          |                               |                         |                             |                           |                            |                          |                         |
| ----------------------- | ----------------------------- | ----------------------- | --------------------------- | ------------------------- | -------------------------- | ------------------------ | ----------------------- |
| Ariane Moffatt          | Noémie Lorzema (4e)           | Amélie Nault (df)       | Elie Haroun (d)             | Soran Dussaigne (d)       | Martin Goyette (d)         | Tim Brink (d)            | Rafaëlle Lafrance (cb)  |
| Ariane Moffatt          | Patricia Bernier (cb)         | Mary-Pier Guilbault (v) | Sophia Bel (v)              | Anthony Seguin (duels)    | Marie-Pierre LeDuc (duels) | Stéfanie Parnell (duels) | Nicolas Muraton (duels) |
| Éric Lapointe           |                               |                         |                             |                           |                            |                          |                         |
| Travis Cormier (2e)     | Markos Gonzalez Clemente (df) | Marie-Eve Lapierre (d)  | Alexander Brown (d)         | David Latulippe (d)       | Lou-Adriane Cassidy        | Thomas Argouin (cb)      |                         |
| Rebecca Fiset-Coté (cb) | Geneviève Paré (v)            | Stéphanie St-Jean (v)   | Jason-Neil Tremblay (duels) | Léa Sanacore (duels)      | Annick Gagnon (duels)      | Haingo Nirina (duels)    |                         |
| Pierre Lapointe         |                               |                         |                             |                           |                            |                          |                         |
| Stéphanie St-Jean (1re) | Béatrice Keeler (df)          | Sabrina Bellemare (d)   | Marielle Varin (d)          | Ryan Kennedy (d)          | Shy Shy Schullie (d)       | Sophia Bel (cb)          |                         |
| Isabelle Young (cb)     | Rafaëlle Lafrance (v)         | Ania El Maachir (duels) | David Rozon (duels)         | Marie Bélisle (duels)     | Anna-Kim Lévéillée (duels) | Simon Patenaude (duels)  |                         |
| Marc Dupré              |                               |                         |                             |                           |                            |                          |                         |
| Yvan Pedneault (3e)     | Geneviève Leclerc (df)        | Jonny Arsenault (d)     | Mary-Pier Guilbault (d)     | Sophia-Rose Boulanger (d) | Mélanie Cormier (d)        | Pastel Soucy-Gagné (cb)  |                         |
| Geneviève Paré (cb)     | Rebecca Fiset-Coté (v)        | Alexander Brown (v)     | Patricia Bernier (v)        | Jesse Racicot (duels)     | Genesis Ritchot (duels)    | Yohann Beaufils (duels)  |                         |

## Déroulement
Légende

### Les auditions à l'aveugle

#### Épisode 1
Performance de groupe : Quand la musique est bonne - Jean-Jacques Goldman
| Ordre | Participant (âge, ville)                    | Chanson                                                  | Choix    | Choix    | Choix    | Choix    |
| Ordre | Participant (âge, ville)                    | Chanson                                                  | Ariane   | Éric     | Pierre   | Marc     |
| ----- | ------------------------------------------- | -------------------------------------------------------- | -------- | -------- | -------- | -------- |
| 1     | Travis Cormier (22 ans, Moncton)            | Dream On - Aerosmith                                     |          | Rejoint  |          |          |
| 2     | Anna-Kim Lévéillée (22 ans, Mont-Tremblant) | Petit papillon - Jean Leloup                             |          | —        | Rejoint  | —        |
| 3     | Martin Goyette (38 ans, Montréal)           | Nobody Knows You When You're Down and Out - Eric Clapton | Rejoint  |          |          |          |
| 4     | Dominic St-Laurent (26 ans, Montreal)       | Oxygène - Diane Dufresne                                 | Éliminé  | Éliminé  | Éliminé  | Éliminé  |
| 5     | Beatrice Keeler (23 ans, Ontario)           | La Mer - Charles Trenet                                  |          |          | Rejoint  | —        |
| 6     | Noémie Lorzema (17 ans, Montreal)           | Lift Me Up - Christina Aguilera                          | Rejoint  |          |          |          |
| 7     | Juan Mateo (21 ans - Bogota)                | Aguanile - Marc Anthony                                  | Éliminé  | Éliminé  | Éliminé  | Éliminé  |
| 8     | Geneviève Leclerc (32 ans, Gatineau)        | Big Spender - Sweet Charity                              |          |          |          | Rejoint  |
| 9     | Marie Bélisle (31 ans, Sherbrooke)          | Tout de moi - Seymour Simons et Gerald Marks             | —        |          | Rejoint  | —        |
| 10    | Genesis Ritchot (20 ans, Gatineau)          | What We Ain't Got - Jake Owen                            | —        | —        | —        | Rejoint  |
| 11    | Stéphanie Lamia (27 ans, Grau-du-roi)       | Si tu veux m'essayer - Florent Pagny                     | Éliminée | Éliminée | Éliminée | Éliminée |
| 12    | Markos Gonzalez Clemente (15 ans, Montreal) | Mack The Knife - Bobby Darin                             |          | Rejoint  |          |          |

#### Épisode 2
| Ordre | Participant (âge, ville)                              | Chanson                                           | Choix    | Choix    | Choix    | Choix    |
| Ordre | Participant (âge, ville)                              | Chanson                                           | Ariane   | Éric     | Pierre   | Marc     |
| ----- | ----------------------------------------------------- | ------------------------------------------------- | -------- | -------- | -------- | -------- |
| 1     | Yvan Pedneault (35 ans, Sept-Iles)                    | We are the champions - Queen                      |          |          |          | Rejoint  |
| 2     | Marie-Eve Lapierre (24 ans, Sainte-Thérèse)           | J'ai quitté mon île - Daniel Lavoie               | —        | Rejoint  | —        | —        |
| 3     | Sophie Castonguay (28 ans, Gastonville)               | J'entends ta voix - France D'Amour                | Éliminée | Éliminée | Éliminée | Éliminée |
| 4     | Ryan Kennedy (28 ans, Saint-Sauveur)                  | I'm On fire - Bruce Springsteen                   | —        |          | Rejoint  |          |
| 5     | Haingo Nirina (33 ans, Antananarivo)                  | Georgia in my mind - Ray Charles                  |          | Rejoint  | —        | —        |
| 6     | Brigitte LeBlanc (50 ans, Iles de la madeleine)       | Joue-Moi du zydéco - Gerry Cormier                | Éliminée | Éliminée | Éliminée | Éliminée |
| 7     | Soran Dussaigne (17 ans, Montreal)                    | Hotel California - The Eagles                     | Rejoint  |          |          |          |
| 8     | Anick Gagnon (36 ans, Saint-Constant)                 | La plus belle pour aller danser - Michèle Richard | —        | Rejoint  |          | —        |
| 9     | Jonny Arsenault (24 ans, Carleton-sur-mer)            | Pressure and Time - Rival Sons                    | —        |          | —        | Rejoint  |
| 10    | Noémie Bélanger (15 ans, Saint-Constant)              | Adieu - Cœur de pirate                            | Éliminée | Éliminée | Éliminée | Éliminée |
| 11    | Rafaëlle Lafrance (51 ans, Mont Saint-Hilaire)        | Heart of Stone - Rolling Stones                   |          |          | Rejoint  |          |
| 12    | Marie-Pierre LeDuc (38 ans, Salaberry-de-Valleyfield) | Tandem - Vanessa Paradis                          | Rejoint  | —        | —        | —        |
| 13    | Eric Beaudoin (23 ans, Bathurst)                      | When We Were On Fire - James Bay                  | Éliminé  | Éliminé  | Éliminé  | Éliminé  |
| 14    | Alexander Brown (27 ans, Londres)                     | Trouble - Elvis Presley                           |          |          |          | Rejoint  |

#### Épisode 3
| Ordre | Participant (âge, ville)                          | Chanson                                           | Choix    | Choix    | Choix    | Choix    |
| Ordre | Participant (âge, ville)                          | Chanson                                           | Ariane   | Éric     | Pierre   | Marc     |
| ----- | ------------------------------------------------- | ------------------------------------------------- | -------- | -------- | -------- | -------- |
| 1     | Sophia-Rose Boulanger (15 ans, Saint-Bruno)       | Nella Fantasia - Ennio Morricone                  |          |          |          | Rejoint  |
| 2     | Marjolaine Morasse (25 ans, Longueuil)            | Sensualité - Axelle Red                           | Éliminée | Éliminée | Éliminée | Éliminée |
| 3     | David Rozon (37 ans, Montreal)                    | State Trooper - Bruce Springsteen                 | —        |          | Rejoint  | —        |
| 4     | Sophia Bel (24 ans, Montreal)                     | On va s'aimer encore - Vincent Vallières          | Rejoint  |          | —        | —        |
| 5     | Léa Sanacore (25 ans, Montreal)                   | Jolene - Dolly Parton                             | —        | Rejoint  | —        | —        |
| 6     | Tim Brink (40 ans, Lennoxville)                   | Hard to Handle - Otis Redding                     | Rejoint  |          |          |          |
| 7     | Ania El Maachir (35 ans, Comanesti)               | Belleville - Matthieu Chedid                      | —        | —        | Rejoint  | —        |
| 8     | Jessy Bazinet (22 ans, Montreal)                  | Me Voilà - Bryan Adams                            | Éliminé  | Éliminé  | Éliminé  | Éliminé  |
| 9     | Stéphanie St-Jean (25 ans, Gatineau)              | I am Changing - Jennifer Hudson                   |          | Rejoint  |          |          |
| 10    | Emerik St-Cyr Labbé (? ans, St-Jean de Richelieu) | La chanson du queteux - La bottine souriante      | Éliminé  | Éliminé  | Éliminé  | Éliminé  |
| 11    | Rebecca Fiset-Coté (17 ans, Dollards-des-Ormeaux) | Make it rain - Ed Sheeran                         | —        |          |          | Rejoint  |
| 12    | Jeremy Deslandes (? ans, Sorel)                   | Le vent soufflait mes pellicules - Daniel Boucher | Éliminé  | Éliminé  | Éliminé  | Éliminé  |
| 13    | Jason-Neil Tremblay (30 ans, Montreal)            | Pour Some Sugar On Me - Def Leppard               | —        | Rejoint  | —        | —        |
| 14    | Amélie Nault (34 ans, Québec)                     | Skinny Love - Bon Iver                            | Rejoint  |          |          |          |

#### Épisode 4
| Ordre | Participant (âge, ville)                                        | Chanson                                   | Choix    | Choix    | Choix    | Choix    |
| Ordre | Participant (âge, ville)                                        | Chanson                                   | Ariane   | Éric     | Pierre   | Marc     |
| ----- | --------------------------------------------------------------- | ----------------------------------------- | -------- | -------- | -------- | -------- |
| 1     | Marielle Varin (16 ans, Saint-Jean-sur-Richelieu)               | L'Éphémère - Alexandre Désilets           |          |          | Rejoint  |          |
| 2     | Shelby Martel (21 ans, ?)                                       | Without You - Harry Nilsson               | Éliminée | Éliminée | Éliminée | Éliminée |
| 3     | Jesse Racicot (28 ans, Montreal)                                | Are you gonna be my girl - Jet            |          |          |          | Rejoint  |
| 4     | Shy Shy Shullie (25 ans, Montréal)                              | Come Running Back To - Sam Cooke          | —        |          | Rejoint  | —        |
| 5     | Woodly Laurent Gabriel (? ans, Montreal)                        | With you - Chris Brown                    | Éliminé  | Éliminé  | Éliminé  | Éliminé  |
| 6     | Anthony Séguin (16 ans, Montreal)                               | Le But - Loco Locass                      | Rejoint  | —        | —        | —        |
| 7     | Mélanie Cormier (30 ans, Shediac)                               | Some Days You Gotta Dance - Dixie Chicks  |          |          |          | Rejoint  |
| 8     | Geneviève Paré (29 ans, Ste-Marie-de-Beauce)                    | I Feel Good - James Brown                 | —        | Rejoint  | —        | —        |
| 9     | Isabelle Young (23 ans, Rigaud)                                 | Mieux Respirer - Karkwa                   | —        |          | Rejoint  | —        |
| 10    | Mary-Pier Guilbeault (30 ans, Drummondville)                    | Son of a preacher man - Dusty Springfield | Rejoint  |          |          |          |
| 11    | Thomas Argouin (21 ans, Vallée-Jonction)                        | L'autre bord - Kaïn                       | —        | Rejoint  | —        | —        |
| 12    | Rose Dionne (? ans, ?)                                          | Juste une petite nuit - Les Colocs        | Éliminée | Éliminée | Éliminée | Éliminée |
| 13    | Julianna et Jesse-James Just Costa (25 ans et 20 ans, Montreal) | Petite Marie - Francis Cabrel             | Éliminés | Éliminés | Éliminés | Éliminés |
| 14    | Elie Haroun (39 ans, Montreal)                                  | Let's Get It On - Marvin Gaye             | Rejoint  |          |          |          |

#### Épisode 5
| Ordre | Participant (âge, ville)                | Chanson                              | Choix         | Choix    | Choix         | Choix         |
| Ordre | Participant (âge, ville)                | Chanson                              | Ariane        | Éric     | Pierre        | Marc          |
| ----- | --------------------------------------- | ------------------------------------ | ------------- | -------- | ------------- | ------------- |
| 1     | Yohann Beaufils (26 ans, Rouen)         | Comme toi - Jean-Jacques Goldman     |               |          |               | Rejoint       |
| 2     | Matthieu Rampaud (inconnu)              | La Météore - Stephen Faulkner        | Éliminé       | Éliminé  | Éliminé       | Éliminé       |
| 3     | Stéfanie Parnell (25 ans, Montreal)     | From This Valley - The Civil Wars    | Rejoint       |          | —             | —             |
| 4     | Patricia Bernier (24 ans, Saints-Anges) | Straight Up - Paula Abdul            |               |          |               | Rejoint       |
| 5     | Nicolas Muraton (21 ans, Henryville)    | Ain't No Sunshine - Bill Withers     | Rejoint       |          |               | —             |
| 6     | Édouard Lagacé (21 ans, Cowansville)    | Cap Enragé - Zachary Richard         | Éliminé       | Éliminé  | Éliminé       | Éliminé       |
| 7     | Sabrina Bellemare (31 ans, Montreal)    | Marcia Baila - Les Rita Mitsouko     | Équipe pleine |          | Rejoint       | —             |
| 8     | David Latulippe (25 ans, Québec)        | Hallelujah - Ben l'Oncle Soul        | Équipe pleine | Rejoint  |               |               |
| 9     | Pastel Soucy-Gagné (31 ans, Montreal)   | I Shal Be Released - Bob Dylan       | Équipe pleine |          |               | Rejoint       |
| 10    | Sacha Visagie (? ans, Oshawa)           | Footloose - Kenny Loggins            | Éliminée      | Éliminée | Éliminée      | Éliminée      |
| 11    | Simon Patenaude (27 ans, Montreal)      | Parle-moi de toi - Jean-Louis Aubert | Équipe pleine | —        | Rejoint       | Équipe pleine |
| 12    | Lou-Adriane Cassidy (18 ans, Québec)    | La Voix Humaine - Catherine Major    | Équipe pleine | Rejoint  | Équipe pleine | Équipe pleine |

### Les duels
Encore une fois cette saison-ci, les coachs sont assistés d'un mentor lors de l'étape des duels. Il s'agit de Diane Tell dans l'équipe de Pierre Lapointe, Michel Rivard dans l'équipe    d'Éric Lapointe, de Marie-Pierre Arthur dans l'équipe d'Ariane Moffatt et d'Alex Nevsky  (pour une seconde fois)  dans l'équipe de Marc Dupré.

#### Épisode 6
Légende
| Ordre | Coach  | Artistes                | Artistes               | Chanson                                              | Vols   | Vols | Vols   | Vols |
| Ordre | Coach  | Artistes                | Artistes               | Chanson                                              | Ariane | Éric | Pierre | Marc |
| ----- | ------ | ----------------------- | ---------------------- | ---------------------------------------------------- | ------ | ---- | ------ | ---- |
| 1     | Marc   | Jonny Arsenault (s)     | Jesse Racicot (e)      | Are You Gonna Go My Way - Lenny Kravitz              | —      | —    | —      | —    |
| 2     | Pierre | Marielle Varin (s)      | Simon Patenaude (e)    | J'ai demandé à la lune - Indochine                   | —      | —    | —      | —    |
| 3     | Éric   | Geneviève Paré (v)      | David Latulippe (s)    | I Wish - Stevie Wonder                               | —      | —    | —      |      |
| 4     | Ariane | Anthony Seguin (e)      | Soran Dussaigne (s)    | Paradis City - Jean Leloup                           | —      | —    | —      | —    |
| 5     | Marc   | Geneviève Leclerc (s)   | Rebecca Fiset-Coté (v) | Prière Païenne - Céline Dion                         | —      |      | —      | —    |
| 6     | Pierre | David Rozon (e)         | Ryan Kennedy (s)       | Like a Rolling Stone - Bob Dylan                     | —      | —    | —      | —    |
| 7     | Éric   | Lou-Adriane Cassidy (s) | Anick Gagnon (e)       | Mappemonde - Les Sœurs Boulay                        | —      | —    | —      | —    |
| 8     | Ariane | Noémie Lorzema (s)      | Marie-Pierre Leduc (e) | I Want to Know What Love Is - Foreigner (Mick Jones) | —      | —    | —      | —    |

#### Épisode 7
Légende
| Ordre | Coach  | Artistes                     | Artistes                | Chanson                                            | Vols   | Vols | Vols   | Vols |
| Ordre | Coach  | Artistes                     | Artistes                | Chanson                                            | Ariane | Éric | Pierre | Marc |
| ----- | ------ | ---------------------------- | ----------------------- | -------------------------------------------------- | ------ | ---- | ------ | ---- |
| 1     | Éric   | Markos Gonzalez Clemente (s) | Haingo Nirina (e)       | Cheek To Cheek - Fred and Ginger                   | —      | —    | —      | —    |
| 2     | Ariane | Elie Haroun (s)              | Mary-Pier Guilbault (v) | Sunny - Boney M.                                   | —      | —    | —      |      |
| 3     | Pierre | Rafaëlle Lafrance (v)        | Beatrice Keeler (s)     | True Colors - Cyndi Lauper                         |        | —    | —      | —    |
| 4     | Marc   | Pastel Soucy-Gagné (s)       | Genesis Ritchot (e)     | Octobre - Les Cowboys fringants                    | —      | —    | —      | —    |
| 5     | Éric   | Stéphanie St-Jean (v)        | Thomas Argouin (s)      | Mes blues passent pu dans porte - Offenbach        | —      | —    |        | —    |
| 6     | Ariane | Stéfanie Parnell (e)         | Tim Brink (s)           | Suddenly I See - KT Tunstall                       | —      | —    | —      | —    |
| 7     | Pierre | Anna-Kim Léveillée (e)       | Sabrina Bellemare (s)   | Les brunes ne comptent pas pour des prunes - Lio   | —      | —    | —      | —    |
| 8     | Marc   | Mélanie Cormier (s)          | Alexander Brown (v)     | Saturday Night's Alright for Fighting - Elton John | —      |      | —      | —    |

#### Épisode 8
Légende
| Ordre | Coach  | Artistes             | Artistes                  | Chanson                               | Vols   | Vols | Vols   | Vols |
| Ordre | Coach  | Artistes             | Artistes                  | Chanson                               | Ariane | Éric | Pierre | Marc |
| ----- | ------ | -------------------- | ------------------------- | ------------------------------------- | ------ | ---- | ------ | ---- |
| 1     | Ariane | Martin Goyette (s)   | Nicolas Muraton (e)       | Rehab - Amy Winehouse                 | —      | —    | —      | —    |
| 2     | Marc   | Yohann Beaufils (e)  | Sophia-Rose Boulanger (s) | S'il suffisait d'aimer - Céline Dion  | —      | —    | —      | —    |
| 3     | Pierre | Ania El Maachir (e)  | Isabelle Young (s)        | Oublie-moi - Cœur de pirate           | —      | —    | —      | —    |
| 4     | Éric   | Travis Cormier (s)   | Jason-Neil Tremblay (e)   | Knockin' on Heavens' Door - Bob Dylan | —      | —    | —      | —    |
| 5     | Ariane | Amélie Nault (s)     | Sophia Bel (v)            | Dernier Jour - Hôtel Morphée          | —      | —    |        | —    |
| 6     | Marc   | Patricia Bernier (v) | Yvan Pedneault (s)        | Whataya Want from Me - Adam Lambert   |        | —    | —      | —    |
| 7     | Pierre | Shy Shy Schullie (s) | Marie Bélisle (e)         | Ex's & Oh's - Elle King               | —      | —    | —      | —    |
| 8     | Éric   | Léa Sanacore (e)     | Marie-Eve Lapierre (s)    | On ira - Zaz                          | —      | —    | —      | —    |

### Les chants de bataille

#### Épisode 9
Après les Duels, chaque équipe compte 8 candidats. Le coach en choisit 5, qui vont directement au Directs, en mettant les 3 autres en danger. Chaque candidat chante sa chanson (qu'il a lui-même choisie), et le coach ne peut en garder qu'un seul, qui prendra la sixième et dernière place de l'équipe, pour les directs.
Pour la première fois de l'histoire de La Voix, le futur gagnant, (dans cette saison, Stéphanie Saint-Jean), est passé par les Chants de Bataille
| Ordre | Coach           | Participant(e)     | Statut   | Chanson                                                  |
| ----- | --------------- | ------------------ | -------- | -------------------------------------------------------- |
| 1     | Marc Dupré      | Pastel Soucy-Gagné | Éliminée | Bring It On Home to Me - Sam Cooke                       |
| 2     | Marc Dupré      | Jonny Arsenault    | Sauvé    | On fait ce qu'on aime - Les Respectables                 |
| 3     | Marc Dupré      | Geneviève Paré     | Éliminée | Rêver mieux - Daniel Bélanger                            |
| 4     | Éric Lapointe   | Alexander Brown    | Sauvé    | Rock This Town - The Stray Cats                          |
| 5     | Éric Lapointe   | Rebecca Fiset-Coté | Éliminée | Je l'aime à mourir - Shakira (version)                   |
| 6     | Éric Lapointe   | Thomas Argouin     | Éliminé  | Faire la paix avec l'amour - Dany Bédar                  |
| 7     | Pierre Lapointe | Isabelle Young     | Éliminée | Tes chaleurs - Antoine Gratton                           |
| 8     | Pierre Lapointe | Sophia Bel         | Éliminée | High By the Beach - Lana Del Rey                         |
| 9     | Pierre Lapointe | Stéphanie St-Jean  | Sauvée   | Un peu plus haut - Jean-Pierre Ferland                   |
| 10    | Ariane Moffatt  | Patricia Bernier   | Éliminée | L'amour a pris son temps - Nathalie Simard               |
| 11    | Ariane Moffatt  | Tim Brink          | Sauvé    | Everything I Do (I Do It For You) - Bryan Adams          |
| 12    | Ariane Moffatt  | Rafaëlle Lafrance  | Éliminée | Je suis venu te dire que je m'en vais - Serge Gainsbourg |

### Les Directs
À partir de maintenant, les 4 derniers épisodes sont diffusés en direct.

#### Épisode 10
Karim Ouellet a chanté avec les douze candidats, au début de l'épisode.
| Ordre | Coach           | Participant(e)           | Statut   | Chanson                                      | Points (coach) | Points (public) | Points (total) |
| ----- | --------------- | ------------------------ | -------- | -------------------------------------------- | -------------- | --------------- | -------------- |
| 1     | Éric Lapointe   | David Latulippe          | Éliminé  | L'ombre d'un homme - Ben l'Oncle Soul        | 25             | 10              | 35             |
| 2     | Éric Lapointe   | Lou-Adriane Cassidy      | Éliminée | Ne me quitte pas - Jacques Brel              | 33             | 11              | 44             |
| 3     | Éric Lapointe   | Markos Gonzalez Clemente | Sauvé    | That's Life - Frank Sinatra                  | 42             | 79              | 121            |
| 4     | Ariane Moffatt  | Amélie Nault             | Sauvée   | Lean On - Major Lazer                        | 60             | 23              | 83             |
| 5     | Ariane Moffatt  | Martin Goyette           | Éliminé  | Jenny - Richard Desjardins                   | 15             | 28              | 41             |
| 6     | Ariane Moffatt  | Tim Brink                | Éliminé  | Marie-Stone - Éric Lapointe                  | 25             | 49              | 74             |
| 7     | Pierre Lapointe | Shy Shy Schullie         | Éliminée | Boum - Charles Trenet                        | 41             | 27              | 68             |
| 8     | Pierre Lapointe | Ryan Kennedy             | Éliminé  | Je reviendrai à Montréal - Robert Charlebois | 20             | 10              | 30             |
| 9     | Pierre Lapointe | Beatrice Keeler          | Sauvée   | Smells Like Teen Spirit - Nirvana            | 39             | 63              | 102            |
| 10    | Marc Dupré      | Mélanie Cormier          | Éliminée | We've Got Tonight - Bob Seger                | 30             | 13              | 43             |
| 11    | Marc Dupré      | Sophia-Rose Boulanger    | Éliminée | Nessun Dorma - Luciano Pavarotti             | 36             | 39              | 75             |
| 12    | Marc Dupré      | Yvan Pedneault           | Sauvé    | Ordinaire - Robert Charlebois                | 34             | 48              | 82             |

#### Épisode 11
Mika a chanté avec les douze candidats, au début de l'épisode.
| Ordre | Coach           | Participant(e)      |          | Chanson                                      | Points (coach) | Points (public) | Points (total) |
| ----- | --------------- | ------------------- | -------- | -------------------------------------------- | -------------- | --------------- | -------------- |
| 1     | Ariane Moffatt  | Soran Dussaigne     | Éliminée | Elle me dit - Mika                           | 36             | 32              | 68             |
| 2     | Ariane Moffatt  | Elie Haroun         | Éliminé  | Stay With Me - Sam Smith                     | 30             | 17              | 47             |
| 3     | Ariane Moffatt  | Noémie Lorzema      | Sauvée   | Si Dieu existe - Claude Dubois               | 34             | 51              | 85             |
| 4     | Marc Dupré      | Genevieve Leclerc   | Sauvée   | Une histoire d'amour - Mireille Mathieu      | 34             | 47              | 81             |
| 5     | Marc Dupré      | Jonny Arsenault     | Éliminé  | I Put a Spell on You - Screamin' Jay Hawkins | 30             | 29              | 59             |
| 6     | Marc Dupré      | Mary-Pier Guilbault | Éliminée | Hymne à l'amour - Édith Piaf                 | 36             | 24              | 60             |
| 7     | Pierre Lapointe | Marielle Varin      | Éliminée | Igloo - Safia Nolin                          | 20             | 4               | 24             |
| 8     | Pierre Lapointe | Sabrina Bellemare   | Éliminée | Pour que tu m'aimes encore - Céline Dion     | 30             | 3               | 33             |
| 9     | Pierre Lapointe | Stéphanie St-Jean   | Sauvée   | Oh Happy Day - The Edwin Hawkins             | 50             | 93              | 143            |
| 10    | Éric Lapointe   | Alexander Brown     | Éliminé  | Chu un rocker - Offenbach                    | 29             | 8               | 37             |
| 11    | Éric Lapointe   | Marie-Ève Lapierre  | Éliminée | Respect - Aretha Franklin                    | 31             | 8               | 39             |
| 12    | Éric Lapointe   | Travis Cormier      | Sauvé    | Ailleurs - Marjo                             | 40             | 84              | 124            |

### Les demi-finales-croisées
| Ordre | Coach           | Participant(e)                              | Statut   | Chanson                                             | Points (public) |
| ----- | --------------- | ------------------------------------------- | -------- | --------------------------------------------------- | --------------- |
| 1     | Ariane Moffatt  | Noémie Lorzema (contre Beatrice)            | Sauvée   | Hello - Adele                                       | 73              |
| 2     | Pierre Lapointe | Beatrice Keeler (contre Noémie)             | Éliminée | Creep - Radiohead                                   | 27              |
| 3     | Marc Dupré      | Genevieve Leclerc (contre Travis)           | Éliminée | Je suis malade - Lara Fabian                        | 49              |
| 4     | Éric Lapointe   | Travis Cormier (contre Genevieve)           | Sauvé    | Bed of Roses - Bon Jovi                             | 51              |
| 5     | Ariane Moffatt  | Amélie Nault (contre Yvan)                  | Éliminée | Repartir à zéro - Joe Bocan                         | 17              |
| 6     | Marc Dupré      | Yvan Pednault (contre Amélie)               | Sauvé    | Somebody To Love - Queen                            | 83              |
| 7     | Éric Lapointe   | Markos Gonzalez Clemente (contre Stéphanie) | Éliminé  | For me Formidable - Charles Aznavour                | 40              |
| 8     | Pierre Lapointe | Stéphanie St-Jean (contre Markos)           | Sauvée   | Quand les hommes vivront d'amour - Raymond Lévesque | 60              |

### Finale
| Coach           | Participant(e)    | Pourcentages des votes | Chanson            | Auteur / Compositeur         |
| --------------- | ----------------- | ---------------------- | ------------------ | ---------------------------- |
| Marc Dupré      | Yvan Pedneault    | 22                     | La dernière fois   | Marc Dupré, Nelson Minville  |
| Pierre Lapointe | Stéphanie St-Jean | 32                     | Ma Chambre         | Pierre Lapointe              |
| Éric Lapointe   | Travis Cormier    | 31                     | Acadie Los Angeles | Éric Lapointe, Michel Rivard |
| Ariane Moffatt  | Noémie Lorzema    | 15                     | Tout donner        | Ariane Moffatt               |

Stéphanie St-Jean remporte la victoire avec 32% des votes.